# Гусевка (приток Сотрины)
Гусевка — река в Серовском городском округе Свердловской области России. Правый приток Сотрины, впадает в Сотрину в 31 км от её устья, около посёлка Первомайский. Длина реки составляет 13 км.
В верховье имеет правый приток — речку Шапша. В Первомайском на Гусевке сооружён пруд.

## Данные водного реестра
По данным государственного водного реестра России относится к Иртышскому бассейновому округу, водохозяйственный участок реки — Тавда от истока и до устья, без реки Сосьва от истока до водомерного поста у деревни Морозково, речной подбассейн реки — Тобол. Речной бассейн реки — Иртыш.
Код водного объекта в государственном водном реестре — 14010502512111200010683.